# Fleet Response Plan

Le Fleet Response Plan (ou Fleet Readiness Program) est une directive de l'United States Navy édictée par le Chief of Naval Operations et mise en application en mai 2003. Cette directive a pour but de réformer l'organisation des déploiements des porte-avions géants, afin de mieux s'adapter à l'évolution des types de conflits. Elle découle d'une analyse du département de la Défense, le Quadrennial Defense Review de 2001, qui préconisait d'améliorer la capacité d'intervention des forces navales des États-Unis dans le monde.

## Contenu
Le FRP oblige à ce qu'au moins 6 groupes aéronavals sur les 12 disponibles soient prêts à appareiller à tout moment, en l'espace de 30 jours maximum, et que deux autres soient prêts à appareiller en l'espace de 90 jours. Auparavant, les groupes aéronavals appareillaient à intervalles réguliers, et chaque déploiement avait une durée fixée de 6 mois (le déploiement des forces était donc entièrement prévisible). Si cette organisation était efficace durant la guerre froide, elle n'est aujourd'hui plus d'actualité. L'émergence de nouvelles menaces a imposé de nouvelles contraintes stratégiques.
Cette nouvelle organisation des déploiements permet de projeter les forces navales en n'importe quel point du globe, rapidement (en moins de 30 jours) et massivement (6 groupes aéronavals). La durée du déploiement est désormais plus flexible, au lieu d'être fixée à 6 mois. Les forces navales sont donc plus promptes à réagir vite, et leurs déplacements sont beaucoup moins prévisibles.
Un premier exercice déployant sept porte-avions a eu lieu en 2004 lors des manœuvres Summer Pulse 04.
À noter que depuis le retrait de l'USS John F. Kennedy du service en 2007, il ne reste plus que 11 groupes aéronavals disponibles. L'USS Kitty Hawk est lui aussi retiré du service en 2009, mais l'USS George H. W. Bush entre en service la même année.
En complément du FRP, huit à dix sous-marin nucléaire d'attaque doivent se tenir prêts à répondre aux demandes de la flotte, en même temps.

## Inconvénients
Premièrement, les porte-avions doivent régulièrement subir des remises à niveau, pouvant durer plus de 6 mois. Ils doivent également participer régulièrement à des entraînements et des exercices internationaux. Dans ces conditions, il est très difficile d'organiser l'emploi du temps de ces navires pour se conformer à la directive.
Deuxièmement, cette directive a été mise en œuvre de manière prématurée, et selon une étude du Government Accountability Office de 2005, elle a une portée limitée et des conditions opératoires floues. En effet, elle ne s'applique qu'aux porte-avions géants, et le budget a été voté sans savoir ce que le plan allait réellement coûter. Qui plus est, aucun organisme d'analyse n'a été mis en place pour surveiller le bon déroulement du plan.